# 90377 Sedna
Sedna /ˈsɛdnə/ (định danh hành tinh vi hình: 90377 Sedna; biểu tượng: ) là một thiên thể nằm ở rất xa trong Hệ Mặt Trời, ngoài quỹ đạo Sao Hải Vương và có thể xếp vào loại hành tinh lùn, được phát hiện bởi Michael Brown (Caltech), Chad Trujillo (Đài thiên văn Gemini) và David Rabinowitz (Đại học Yale) ngày 14 tháng 11 năm 2003. Phổ học cho thấy thành phần bề mặt của Sedna phần lớn là hỗn hợp của nước, methan và băng nitơ với tholin, tương tự như của một số thiên thể bên ngoài Sao Hải Vương khác. Bề mặt của nó là một trong những vật thể đỏ nhất trong Hệ Mặt Trời. Nó có đường kính xấp xỉ 1.000 km với khối lượng chưa biết.

## Phát hiện
Sedna nằm trong nhóm các thiên thể ngoài Sao Hải Vương có điểm viễn nhật ở rất xa và hầu như không chịu ảnh hưởng bởi lực hút từ Sao Hải Vương. Sedna được phát hiện khi sử dụng máy ảnh Paloma Quest, kính thiên văn Samuel Oschim tại đài quan sát Palomar gần San Diego, California. Trong vài ngày tiếp theo. Nó đồng thời được quan sát từ các kính viễn vọng đặt tại Chile, Tây Ban Nha và Mỹ. Vệ tinh quan sát Spitzer của Nasa cũng được hướng tới thiên thể này nhưng không phát hiện ra nó. Điều này cho thấy đường kính của thiên thể nhỏ hơn 3/4 đường kính của Sao Diêm Vương.
Thiên thể được đặt theo tên của vị nữ thần biển của người Eskimo là Sedna, vị thần sống dưới đáy Bắc Băng Dương lạnh giá. Trước khi được đặt tên chính thức, mã hiệu của nó là 2003 VB12.

## Quỹ đạo

Quỹ đạo Sedna (nằm trên bên trái)

Sedna có quỹ đạo elip cực kì dẹt, với điểm viễn nhật được ước tính là 937 AU và điểm cận nhật là 76,16 AU. Khi được phát hiện, Sedna cách Mặt Trời 89,6 AU, đang tiến tới điểm cận nhật. Tại thời điểm đó, nó là thiên thể xa nhất trong Hệ Mặt Trời đã từng được phát hiện, mặc dù một số sao chổi có quỹ đạo tương tự còn có điểm viễn nhật ở xa hơn, nhưng chúng quá mờ để quan sát trừ khi đang ở gần điểm cận nhật. Sau đó, Eris được phát hiện ở khoảng cách 97 AU.
Chu kì quay của Sedna chưa được tính chính xác, chỉ được ước đoán ở khoảng 10,5 tới 12 nghìn năm. Nó sẽ nằm ở điểm cận nhật ở khoảng từ cuối năm 2075 tới giữa năm 2076. Tới năm 2114, Sedna sẽ vượt qua Eris để trở thành thiên thể hình cầu xa nhất trong Hệ Mặt Trời.

Bảng cho thấy vị trí của Sedna trong mối tương quan với các thiên thể khác

Một nghiên cứu của Hal Levison và Alessandro Morbidelli tại đài thiên văn Côte d'Azur, Pháp giả thuyết rằng quỹ đạo của Sedna đã bị thay đổi khi một ngôi sao, có thể được hình thành trong cùng một tinh vân với Mặt Trời, bay qua trong 100 triệu năm đầu tiên của Hệ Mặt Trời. Họ cũng đồng thời đưa ra một giả thuyết khác ít tính xác thực hơn là có thể Sedna là hành tinh của một sao lùn nâu nhẹ hơn Mặt Trời 20 lần. Khi sao lùn này đi ngang qua Hệ Mặt Trời, Sedna đã bị tách khỏi nó và trở thành thành viên của Hệ Mặt Trời.
Một cách giải thích khác của Gomes cho rằng, quỹ đạo của Sedna là do ảnh hưởng của một hành tinh nằm ở phần trong của đám mây Oort. Những tính toán cho thấy hành tinh giả định này nếu ở khoảng cách 5000 AU, 2000 AU và 1000 AU sẽ lần lượt có khối lượng bằng Sao Mộc, Sao Hải Vương và Trái Đất.
Thiên thể 2000 CR105 cũng có quỹ đạo tương tự như Sedna nhưng ít dẹt hơn, điểm cận nhật ở 44,3 AU và điểm viễn nhật ở 394 AU. Chu kì quay là 3240 năm. Quỹ đạo khác thường của nó có thể cũng được tạo ra bởi cùng một quá trình với quỹ đạo của Sedna.
Khi mới được phát hiện, người ta cho rằng Sedna có chu kì quay rất dài(chu kì từ 20 đến 50 ngày), và nguyên nhân có thể là do một vệ tinh của nó. Nhưng những nỗ lực tìm kiếm của kính thiên văn Hubble đều không cho thấy một vệ tinh như vậy. Những tính toán mới của kính thiên văn MMT cho thấy một chu kì ngắn hơn nhiều (10 tiếng) phù hợp với kích thước của Sedna.

## Đặc điểm vật lý
Sedna có độ rọi tuyệt đối là 1,6, và có độ phản xạ từ 0,16 tới 0,30, vì thế có đường kính từ 1200 đến 1600 km. Tại thời điểm phát hiện, Sedna là thiên thể lớn nhất đã được phát hiện sau Sao Diêm Vương. Hiện tại, Sedna được cho là có kích thước lớn thứ 5 trong số những thiên thể ngoài Sao Hải Vương đã được phát hiện, đứng sau Sao Diêm Vương, Eris, Makemake và Haumea. Nhiệt độ của Sedna luôn luôn thấp hơn 33 K.
Những quan sát từ Chile cho thấy Sedna là một trong những thiên thể có màu đỏ đậm nhất trong Hệ Mặt Trời, gần đỏ bằng Sao Hỏa. Không giống như Sao Diêm Vương và vệ tinh của nó, Charon, Sedna có vẻ rất ít băng methane hay băng nước trên bề mặt; Chad Trujillo và cộng sự tại đài thiên văn Gemini tại Hawaii giả thiết bề mặt đỏ sẫm của Sedna là do các vụn carbon hoặc là tholin, giống như 5145 Pholus. Bề mặt của Sedna đồng nhất về màu sắc và quang phổ, có thể là do Sedna ít bị ảnh hưởng bởi các vụ va chạm khiến cho các lớp sáng hơn lộ ra giống như trong trường hợp của 8405 Asbolus
Quang phổ của Sedna và Triton được đem ra so sánh cho thấy bề mặt của Sedna có thể có thành phần: 24% tholin, 7% carbon vô định hình, 26% băng methanol và 33% methane.

## Phân loại
Những người phát hiện cho rằng Sedna là thiên thể đầu tiên được phát hiện nằm trong đám mây Oort, cho rằng nó quá xa để xếp vào các thiên thể nằm trong đĩa phân tán. Bởi vì nó tương đối gần Mặt Trời so với ước lượng về đám mây Oort, nó được coi là một thiên thể dạng hành tinh (planetoid) nằm ở phần trong của đám mây Oort.
Sedna cùng với một số thiên thể khác (như 2000 CR105) có thể được xếp vào một nhóm mới gồm các thiên thể ở rất xa được gọi đĩa phân tán mở rộng hay thiên thể cô lập.

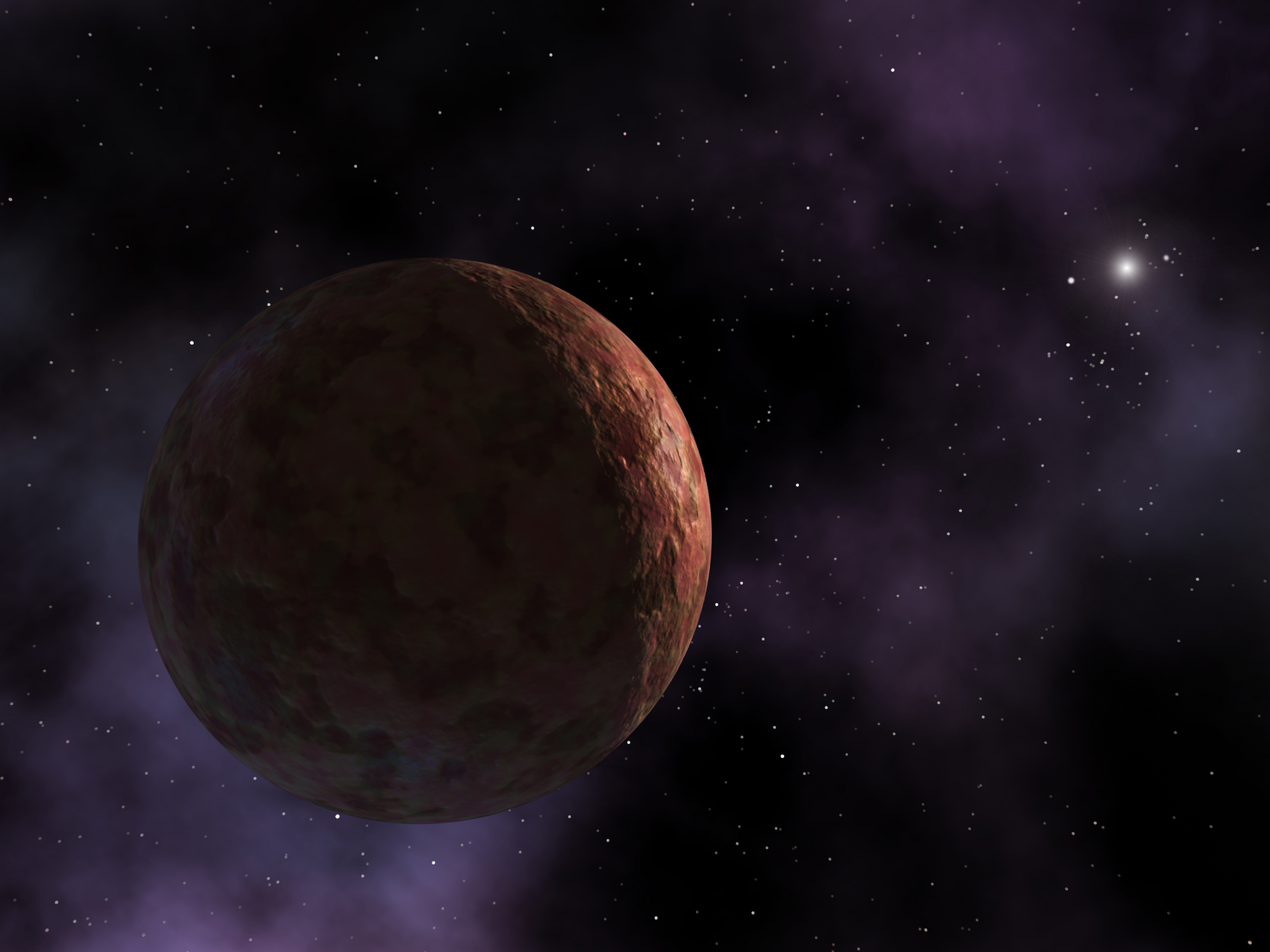
Tranh minh họa Sedna.

Phát hiện ra Sedna đã làm dấy lên những câu hỏi về việc một thiên thể thế nào thì được gọi là hành tinh. Ngày 15 tháng 3 năm 2004, các phương tiện truyền thông đều đưa tin: hành tinh thứ 10 đã được phát hiện. Câu trả lời được đưa ra sau đó bởi Hiệp hội Thiên văn Quốc tế về định nghĩa một hành tinh. Hiện tại vẫn chưa biết Sedna có ở trong trạng thái cân bằng thủy tĩnh hay không. Nếu như điều đó đúng, Sedna có thể được xếp vào loại hành tinh lùn. Các tham số Stern–Levison (chỉ số xác định việc một thiên thể có những thiên thể khác nằm gần quỹ đạo của nó hay không) của Sedna được ước tính bằng 8×10−5 đến 6×10−3 của Sao Diêm Vương, mặc dù vẫn chưa phát hiện thấy có các thiên thể khác ở lân cận của nó.